# Halysidota masoni
Halysidota masoni är en fjärilsart som beskrevs av William Schaus 1895. Halysidota masoni ingår i släktet Halysidota och familjen björnspinnare. Inga underarter finns listade i Catalogue of Life.